# 무쓰아카이시역
무쓰아카이시역(일본어: 陸奥赤石駅)은 일본 아오모리현 니시쓰가루군 아지가사와정에 위치한 동일본 여객철도 고노 선의 철도역이다. 단선 승강장 1면 1선의 구조를 갖춘 지상역이다.

## 역 주변
- 국도 제101호선
- 아카이시 강
- 다네사토 성

## 역사
- 1929년 11월 26일 : 일본국유철도의 역으로서 개업.
- 시기 불명 : 업무위탁화.
- 1984년 3월 19일 : 무인화.
- 1987년 4월 1일 : 일본국유철도 분할 민영화에 의해, 동일본 여객철도가 승계.
- 2012년 8월 : 역사 개축.

## 인접 역
| 동일본 여객철도 고노 선        | 동일본 여객철도 고노 선 | 동일본 여객철도 고노 선 |
| ------------------------------ | ----------------------- | ----------------------- |
| 무쓰야나기타 히가시노시로 방면 | 고노 선                 | 아지가사와 가와베 방면  |